# VM i floorball for herrer 2008
VM i floorball for herrer 2008 var det syvende verdensmesterskab i floorball for herrer. Turneringen blev afholdt i perioden fra den 6. december til den 14. december 2008. Turneringskampene blev spillet i Prag og Ostrava. Alle gruppekampe blev spillet i ČEZ Aréna i Ostrava, hvorimod alle playoff-kampe spilledes i Pragarenaen O2 Arena, med undtagelsen af kampen om 9. pladsen, som blev spillet i Sparta Arena, der også er beliggende i Prag. For første gang i Verdensmesterskabets historie vandt Sverige ikke. Finland tog guldet i en straffeskudskonkurrence.

## Spilleplan

### Indledende runde

#### Gruppe A
| Hold     | K | V | U | T | Mål-mål | Point |
| -------- | - | - | - | - | ------- | ----- |
| Sverige  | 4 | 4 | 0 | 0 | 53-9    | 8     |
| Tjekkiet | 4 | 3 | 0 | 1 | 29-11   | 6     |
| Letland  | 4 | 2 | 0 | 2 | 20-23   | 4     |
| Rusland  | 4 | 0 | 1 | 3 | 12-37   | 1     |
| Italien  | 4 | 0 | 1 | 3 | 12-46   | '1    |

| 6. december 2008 |

| Sverige | 18:0 | Italien |
| ------- | ---- | ------- |
|         |      |         |

| ČEZ Aréna, Ostrava |

|  |

| Rusland | 1:8 | Tjekkiet |
| ------- | --- | -------- |
|         |     |          |

| ČEZ Aréna, Ostrava |

| 7. december 2008 |

| Letland | 4:3 | Rusland |
| ------- | --- | ------- |
|         |     |         |

| ČEZ Aréna, Ostrava |

|  |

| Tjekkiet | 4:5 | Sverige |
| -------- | --- | ------- |
|          |     |         |

| ČEZ Aréna, Ostrava |

| 8. december 2008 |

| Italien | 3:9 | Letland |
| ------- | --- | ------- |
|         |     |         |

| ČEZ Aréna, Ostrava |

|  |

| Rusland | 1:18 | Sverige |
| ------- | ---- | ------- |
|         |      |         |

| ČEZ Aréna, Ostrava |

| 9. december 2008 |

| Italien | 7:7 | Rusland |
| ------- | --- | ------- |
|         |     |         |

| ČEZ Aréna, Ostrava |

|  |

| Letland | 3:5 | Tjekkiet |
| ------- | --- | -------- |
|         |     |          |

| ČEZ Aréna, Ostrava |

| 10. december 2008 |

| Sverige | 12:4 | Letland |
| ------- | ---- | ------- |
|         |      |         |

| ČEZ Aréna, Ostrava |

|  |

| Tjekkiet | 12:2 | Italien |
| -------- | ---- | ------- |
|          |      |         |

| ČEZ Aréna, Ostrava |

#### Group B
| Hold    | K | V | U | T | Mål-mål | Point |
| ------- | - | - | - | - | ------- | ----- |
| Finland | 4 | 4 | 0 | 0 | 34-7    | 8     |
| Schweiz | 4 | 3 | 0 | 1 | 28-17   | 6     |
| Norge   | 4 | 2 | 0 | 2 | 31-32   | 4     |
| Estland | 4 | 1 | 0 | 3 | 18-32   | 2     |
| Danmark | 4 | 0 | 0 | 4 | 11-34   | 0     |

| 6. december 2008 |

| Estland | 6:7 | Schweiz |
| ------- | --- | ------- |
|         |     |         |

| ČEZ Aréna, Ostrava |

|  |

| Norge | 7:3 | Danmark |
| ----- | --- | ------- |
|       |     |         |

| ČEZ Aréna, Ostrava |

| 7. december 2008 |

| Finland | 7:0 | Estland |
| ------- | --- | ------- |
|         |     |         |

| ČEZ Aréna, Ostrava |

|  |

| Schweiz | 9:6 | Norge |
| ------- | --- | ----- |
|         |     |       |

| ČEZ Aréna, Ostrava |

| 8. december 2008 |

| Danmark | 2:8 | Finland |
| ------- | --- | ------- |
|         |     |         |

| ČEZ Aréna, Ostrava |

|  |

| Estland | 5:13 | Norge |
| ------- | ---- | ----- |
|         |      |       |

| ČEZ Aréna, Ostrava |

| 9. december 2008 |

| Danmark | 5:7 | Estland |
| ------- | --- | ------- |
|         |     |         |

| ČEZ Aréna, Ostrava |

|  |

| Finland | 4:0 | Schweiz |
| ------- | --- | ------- |
|         |     |         |

| ČEZ Aréna, Ostrava |

| 10. december 2008 |

| Norge | 5:15 | Finland |
| ----- | ---- | ------- |
|       |      |         |

| ČEZ Aréna, Ostrava |

|  |

| Schweiz | 12:1 | Danmark |
| ------- | ---- | ------- |
|         |      |         |

| ČEZ Aréna, Ostrava |

## Playoff-kampe
|  | Semifinaler | Semifinaler | Semifinaler |   |  | Finale  | Finale | Finale |
|  |             |             |             |   |  |         |        |        |
|  | A1          | Sverige     | 3           |   |  |         |        |        |
|  | B2          | Schweiz     | 2           |   |  |         |        |        |
|  |             |             |             |   |  | Finland | 7      |        |
|  |             |             | Sverige     | 6 |  |         |        |        |
|  | B1          | Finland     | 4           |   |  |         |        |        |
|  | A2          | Tjekkiet    | 2           |   |  |         |        |        |

### Semifinaler
| 13. december 2008 |

| Sverige | 3:2 | Schweiz |
| ------- | --- | ------- |
|         |     |         |

| O2 Arena, Prag |

|  |

| Finland | 4:2 | Tjekkiet |
| ------- | --- | -------- |
|         |     |          |

| O2 Arena, Prag |

### Bronzemedaljekamp
| 14. december 2008 |

| Tjekkiet | 4:5 | Schweiz |
| -------- | --- | ------- |
|          |     |         |

| O2 Arena, Prag |

### Mesterskabskamp
| 14. december 2008 |

| Finland | 7:6 | Sverige |
| ------- | --- | ------- |
|         |     |         |

| O2 Arena, Prag |

## Placeringsrunde

### 9. plads-kamp
| 13. december 2008 |

| Italien | 2:5 | Danmark |
| ------- | --- | ------- |
|         |     |         |

| Sparta Arena, Prag |

- Italien Nedrykker til B-divisionen ved VM i floorball for herrer 2010.

### 7. plads-kamp
| 13. december 2008 |

| Rusland | 14:8 | Estland |
| ------- | ---- | ------- |
|         |      |         |

| O2 Arena, Prag |

### 5. plads-kamp
| 14. december 2008 |

| Letland | 6:5 | Norge |
| ------- | --- | ----- |
|         |     |       |

| O2 Arena, Prag |

## Placering
| VM 2008 | Land     |
| ------- | -------- |
| Guld    | Finland  |
| Sølv    | Sverige  |
| Bronze  | Schweiz  |
| 4       | Tjekkiet |
| 5       | Letland  |
| 6       | Norge    |
| 7       | Rusland  |
| 8       | Estland  |
| 9       | Danmark  |
| 10      | Italien  |

| Efterfulgte: VM 2006               | VM i floorball for herrer 2008   | Efterfulgtes af: VM 2010          |
| Efterfulgte: Globen Stockholm 2006 | Finalearenaer O2 Arena Prag 2008 | Efterfulgtes af: TBD Finland 2010 |